# ベレロフォン (戦列艦)
HMS ベレロフォン（HMS Bellerophon）はナポレオン戦争当時のイギリス海軍の戦列艦（3等級74門艦）。ナポレオン・ボナパルトの降伏を受け入れたことで知られる。進水は1786年10月。当時の海軍大臣だった第4代サンドウィッチ伯爵ジョン・モンタギューにはギリシャ・ローマ神話の趣味があり、本艦の名前も、ペガサスに乗って怪物キメラを退治したギリシャ神話の英雄ベレロポンにちなんで彼が名づけた。イギリス海軍でこの名を持った最初の艦である。

## 経歴

### 戦歴
ベレロフォンは生涯、以下の3つの大きな海戦に参加している。
- 「栄光の6月1日」の海戦（1794年6月1日、ウィリアム・ホープ艦長）
  - 戦死4名、負傷27名。
- ナイルの海戦（1798年8月1日、ヘンリー・ダービー艦長）
  - 戦死49名、負傷148名。
- トラファルガーの海戦（1805年10月21日、ジョン・クック艦長）
  - この戦いでベレロフォンはコリングウッド提督の率いる南側（右側）の戦列の5番目の位置にあった。そして、フランス艦レーグル（L'Aigle）と激しい戦いを繰り広げ、艦長を含む27人の死者と123人の負傷者を出しながら海戦を戦い抜いた。指揮権を引き継いだ副長ウィリアム・プライス・カンビー海尉は大破した艦をよく操ってジブラルタルに帰還した。

### ナポレオンの降伏

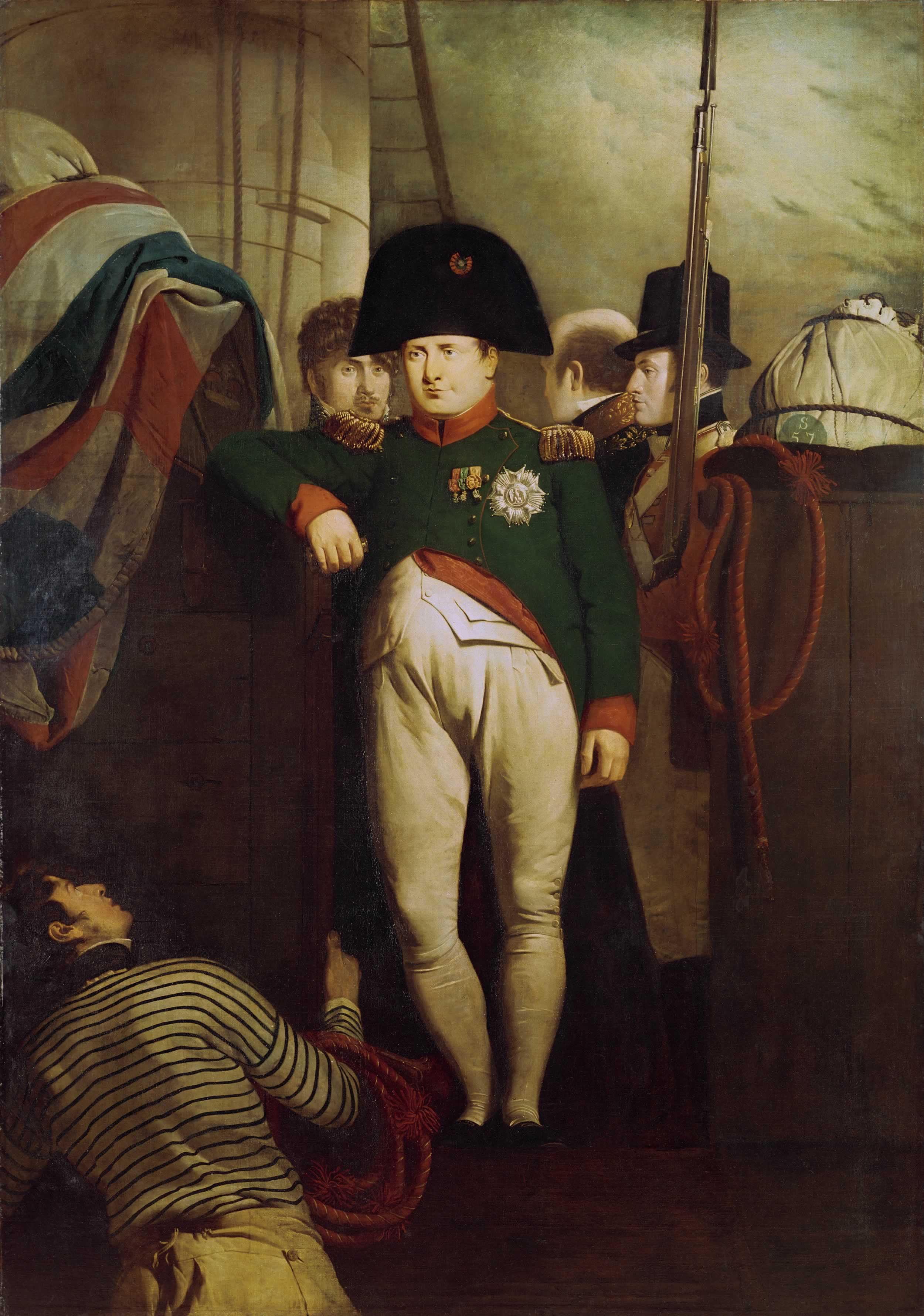
「プリマス湾のベレロフォン上のナポレオン・ボナパルト」 チャールズ・ロック・イーストレイク画（1815）

ワーテルローの戦い（1815年6月18日）に敗れたナポレオンは、6月22日に退位、ロシュフォール港からアメリカ亡命を図ったがイギリス艦隊の港湾封鎖にあってかなわず、7月15日、港外のエックス島において港を封鎖していたイギリスの戦列艦ベレロフォンに投降した。
艦長のフレデリック・ルイス・メイトランドは途中の寄港地でも一切上陸はおろか物売りの小舟を寄せ付けることすらせずにプリマスに向かったが、情報は途中で漏れ、7月31日にプリマスに着いたときはナポレオンが本艦に乗っていることはすっかり知れわたっていた。ナポレオンはここでも上陸を許されず、停泊しているベレロフォンには警備のために2隻の船がぴったり寄り添っていたという。
8月4日、ついにナポレオンのセント・ヘレナ島への配流が命じられる。ベレロフォンはプリマスから出港し、8月7日、護送を命じられた戦列艦ノーサンバーランドに沖合でナポレオンを引き渡した。ナポレオンはついに一歩も英国の地を踏むことはなかった。

### 解体まで
1815年に現役を退いたベレロフォンは監獄船として使用され、1824年には「キャプティヴィティ」（Captivity ；「監禁」の意）と改名された。そして1836年1月12日に解体のために売却された。